# Mosquiter de Tytler
El mosquiter de Tytler (Phylloscopus tytleri) és una espècie d'ocell de la família dels fil·loscòpids (Phylloscopidae). Es troba a Índia, Nepal, Pakistan i Afganistan, Els seus hàbitats principals són els boscos temperats i els boscos tropicals i subtropicals secs. El seu estat de conservació es considera de risc mínim.
L'epitet específic tytleri fa referència al militar i naturalista britànic Robert Christopher Tytler (1818-1872).